# Gvizga
Gvizga (georgiska: გვიზგა) är ett vattendrag i Georgien. Det ligger i den centrala delen av landet, 120 km nordväst om huvudstaden Tbilisi.